# UPAO Televisión
UPAO Televisión es un canal de televisión abierta peruano que transmite su señal desde y para la ciudad de Trujillo. Es una señal de televisión perteneciente a la Universidad Antenor Orrego.

## Historia
Con la resolución vicerrectoral 641-2010-MTC/03 la Universidad Antenor Orrego fue autorizada a la utilización de la señal UHF del canal 39 de televisión en el año 2010 con lo cual UPAO TV estaba siendo autorizado a emitir su señal al aire mediante dicho canal.
UPAO Televisión fue lanzado oficialmente en Trujillo el 28 de junio de 2012.

## Programas
- Upao TV Noticias
- Las Crónicas de Ruta
- Play Sesiones
- Supersónica
- tiempos de cine
- Upao Ahora
- MGZ
- El Atelier
- Planeta Zoo